# ザ・セブンス・ワン〜第7の剣〜
『ザ・セブンス・ワン〜第7の剣〜』（ザセブンスワン だいななのつるぎ、原題：The Seventh One）は、TOTOの7作目のオリジナル・アルバム。1988年発表。

## 概要
彼らの最大のヒット・アルバム『聖なる剣』を意識してか、AOR要素を強くし、『聖なる剣』に近い作風になっている。ジョセフ・ウィリアムスが1989年の脱退前にリード・ボーカルをとった最後の作品である。「ザ・セブンス・ワン」は日本盤ボーナス・トラックで、本国アメリカでは後に発売されたコンピレーション・アルバムのみ収録。前作で脱退したスティーヴ・ポーカロもゲストという形で全面的に演奏参加しており、このアルバムのツアーにも同行した。

## 収録曲
1. パメラ - "Pamela" (David Paich, Joseph Williams) - 5:11
2. ユー・ゴット・ミー - "You Got Me" (D. Paich, J. Williams) - 3:11
3. アンナ - "Anna" (Steve Lukather, Randy Goodrum) - 4:58
4. ストップ・ラヴィング・ユー - "Stop Loving You" (S. Lukather, D. Paich) - 4:29
5. ムシャンガ - "Mushanga" (D. Paich, Jeff Porcaro) - 5:35
6. ステイ・アウェイ - "Stay Away" (D. Paich, S. Lukather) - 5:31
7. ストレイト・フォー・ザ・ハート - "Straight for the Heart" (D. Paich, J. Williams) - 4:09
8. オンリー・ザ・チルドレン - "Only the Children" (D. Paich, S. Lukather, J. Williams) - 4:11
9. サウザンド・イヤーズ - "A Thousand Years" -  (J. Williams, Mark T. Williams, D. Paich) - 4:53
10. ジーズ・チェインズ - "These Chains" (S. Lukather, R. Goodrum) - 4:59
11. ホーム・オブ・ザ・ブレイヴ - "Home of the Brave" - (D. Paich, S. Lukather, Jimmy Webb & J. Williams) - 6:51
12. ザ・セブンス・ワン - "The Seventh One" - (M. Porcaro, J. Porcaro, S. Lukather, D. Paich, J. Williams) - 6:20（日本盤ボーナストラック）

### シングルカット
- パメラ
マツダ・カペラのCMソングに起用された。
- ストップ・ラヴィング・ユー
1988年4月27日放送のフジテレビ『夜のヒットスタジオDELUXE』に生出演し披露した。
- ムシャンガ

## 参加ミュージシャン
- スティーヴ・ルカサー - ギター、ボーカル
- デヴィッド・ペイチ - キーボード、ボーカル
- ジェフ・ポーカロ - ドラム、パーカッション
- マイク・ポーカロ - ベースギター
- ジョセフ・ウィリアムズ - ボーカル

### ゲスト・ミュージシャン
- スティーヴ・ポーカロ - キーボード
- パティ・オースティン - バッキング・ボーカル
- ジョン・アンダーソン - バッキング・ボーカル
- リンダ・ロンシュタット - バッキング・ボーカル
- トム・ケリー - バッキング・ボーカル
- ジョー・ポーカロ - ヴィブラフォン、パーカッション
- ジム・ケルトナー - パーカッション
- マイケル・フィッシャー - パーカッション
- ビル・ペイン - キーボード
- ジム・ホーン - サクソフォーン
- デヴィッド・リンドレー - ラップ・スティール・ギター
- トム・スコット - ホーン・アレンジ
- マーティ・ペイチ - ストリングス・アレンジ